# 漫游随录图记

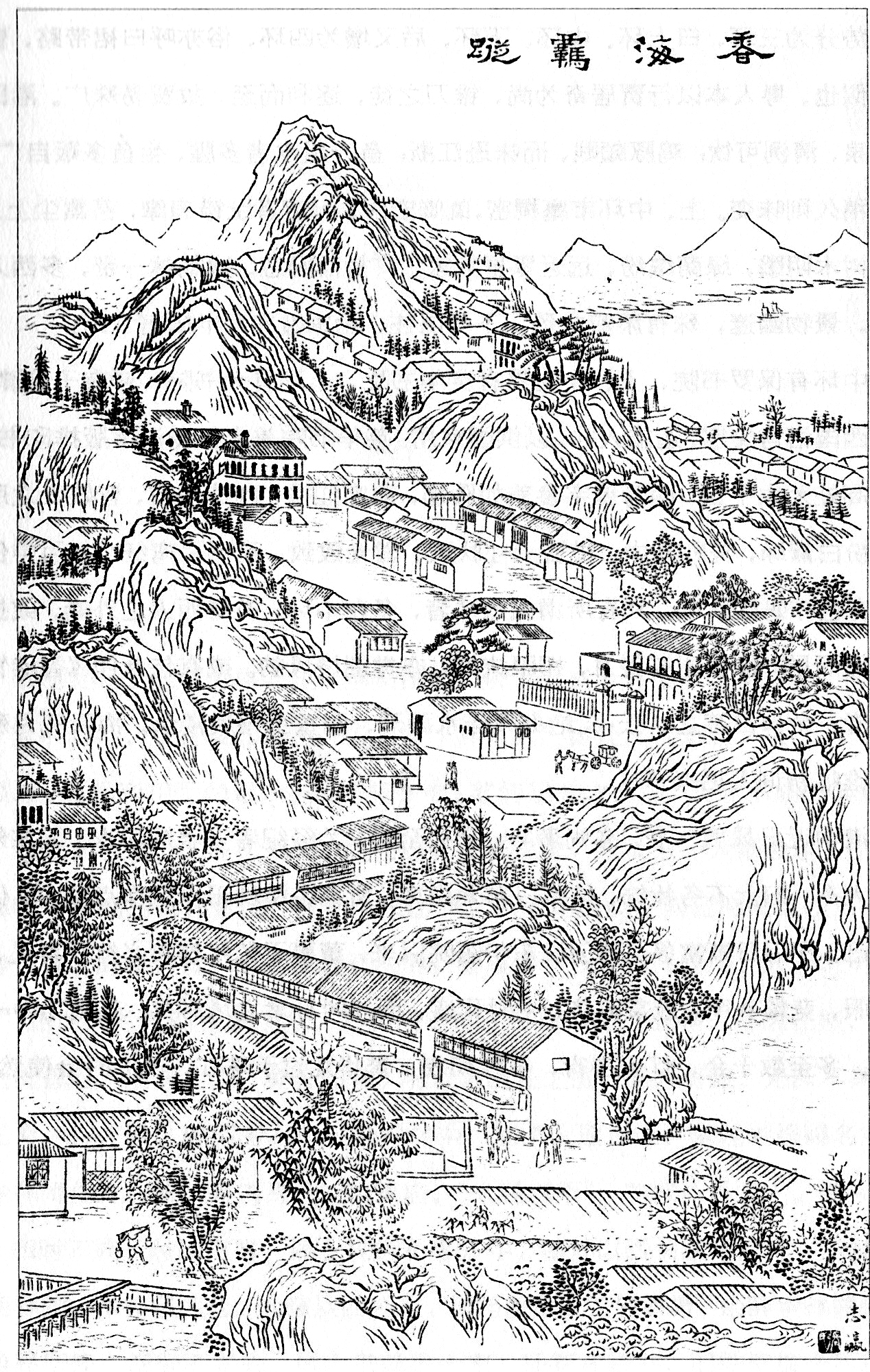
1887 年的香港

《漫游随录图记》是晚清王韬所著的一本書。該书是王韬的游记，以笔记形式纪录他一生游历的见闻。王韬晚年由香港返回上海定居后，将过去写的游记整理成书，在光绪十六年（1890年）由点石斋书局石印出版。王韬在《弢园著述总目》一文《漫游随录图记》条内写道：“此为余生平纪录旅游之作，大致略仿《鸿雪因缘》。”《鸿雪因缘》是清代散文家麟庆著的生平旅游纪录；清代同类著作还有张南山的《花甲闲谈》。
《漫游随录图记》分三卷：

## 卷一

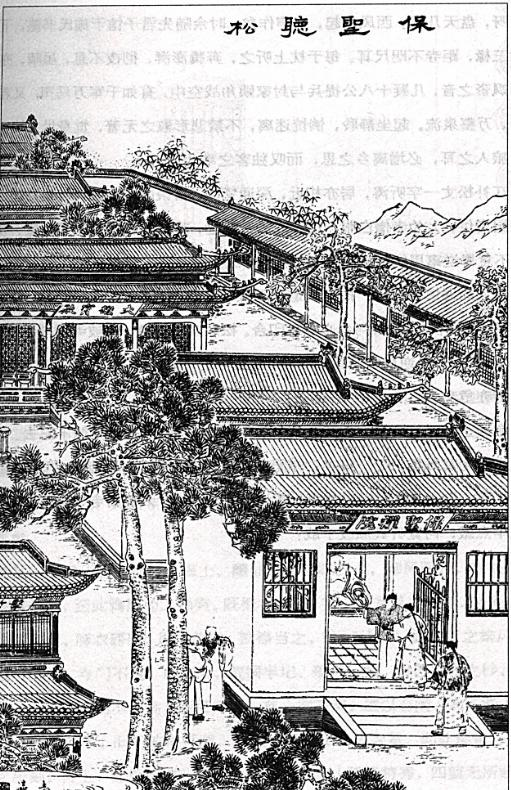
保圣听松

- 鸭沼观荷（甫里） 写唐代诗人陆龟蒙遗迹斗鸭池。
- 古墅探梅（甫里）
- 保圣听松（甫里） 写保圣寺。
- 登山延眺 登临江苏省昆山市的马鞍山。
- 白下传书（南京） 游秦淮河
- 白门防艳（南京）
- 金陵纪游（南京）
- 黄浦帆樯（上海）
- 莫厘揽胜（太湖） 王韬陪同伦敦会传教士麦都思、慕维廉同游苏州东山镇，登临莫厘山最高峰。
- 西泠放棹（西湖）
- 香海羁踪（香港） 描写上环、中环、下环、博胡林、英华书院、东华医院。
- 穗石纪游（羊城）
- 物外清游（香港） 中环、英华书院、博胡林
- 新埠停桡（新加坡）
- 锡兰佛迹
- 庇能试浴（槟城）“庇能闽音，一名碧澜，也曰槟榔屿。山水明秀，风景清美，洋房栉比”。
- 亞丁夜宴
- 改罗小驻（开罗）
- 道经法境（马赛）
- 巴黎胜概

## 卷二

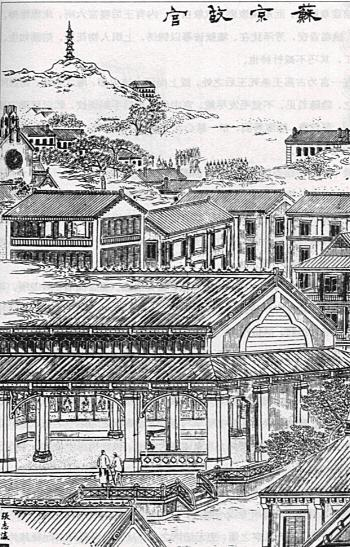
爱丁堡

- 法京古迹（巴黎） 拿破仑遗迹，拜访索邦大學汉学家儒莲。
- 法京观剧（巴黎）
- 博物大观（巴黎）
- 游观新院（巴黎）
- 胜会（巴黎）

- 伦敦小憩 王韬在牛津大学演讲
- 玻璃巨室 (伦敦)
- 博物大院（大英博物馆）
- 保罗圣堂 (伦敦)
- 风俗类志 (伦敦)
- 制度略述 (伦敦)
- 游览琐陈 (伦敦)
- 出游小志 (伦敦)
- 制造精奇 (伦敦)

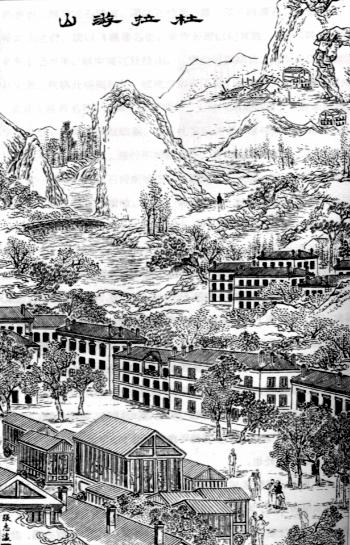
杜拉游山

- 畅游灵囿（苏格兰杜拉、替里扣特里、阿罗威）
- 杜拉游山
- 苏京故宫（爱丁堡）
- 游博物院（爱丁堡）
- 苏京琐记（爱丁堡）
- 海滨行记（利思）

## 卷三
- 游押巴颠（阿伯丁）
- 游亨得利（在阿伯丁郡 ）
- 两游敦底（丹迪）
- 游踪类志
- 三游苏京
- 舞蹈盛集
- 英土归帆
- 重至英伦
- 重游英京
- 再览名胜
- 屡开盛宴

《漫游随录图记》一书有图五十幅，每章一图；該書有查普曼的英译本。

## 书目
- 《漫游随录图记》 ISBN 7-80603-956-2
- "Selections from Jottings from Carefree Travels" [漫游随录]. Tr. Ian Chapman. Renditions 53/54
- 《鲁迅全集》《集外集拾遗补篇·题〈漫游随录图记〉残本》